# 乔斯希马特
乔斯希马特（Joshimath；又譯焦希默特），是印度北阿坎德邦杰莫利县的一个城镇。总人口13202（2001年）。

## 人口
该地2001年总人口13202人，其中男性7993人，女性5209人；0—6岁人口1610人，其中男818人，女792人；识字率76.90%，其中男性为83.34%，女性为67.02%。